# Rahva Hääl
Rahva Hääl (littéralement « La Voix du peuple ») était l'organe officiel du Parti communiste d'Estonie pendant l'occupation soviétique des pays baltes (1940-1941 et 1944-1991).
Rahva Hääl fut fondé juste après la première prise de pouvoir soviétique de 1940 pour remplacer Uus Eesti. Il fonctionnera en utilisant les ressources et les locaux de Uus Eesti et d'autres journaux estoniens.
Le périodique a paru de 1940 à 1995. En 1995, les titres Hommikuleht, Päevaleht et Rahva Haal ont fusionné pour devenir le quotidien Eesti Päevaleht.